# 橋本正博
橋本 正博（はしもと まさひろ、1958年 - ）は、日本の刑法学者。専修大学大学院法務研究科教授、一橋大学名誉教授。学位は、博士（法学）（一橋大学・論文博士・2003年）。一橋大学大学院法学研究科教授や、一橋大学法科大学院長、法務省司法試験考査委員等を歴任した。

## 人物・経歴
東京都生まれ。1982年一橋大学法学部卒業。1987年一橋大学大学院法学研究科博士後期課程単位修得退学。学部、大学院を通じて福田平ゼミに所属。2003年論文「共同正犯における共同と事実的寄与：同正犯の成立範囲に関する覚書」により一橋大学博士（法学）の学位を取得。審査員は後藤昭、村岡啓一、王雲海。
1987年一橋大学法学部専任講師、92年同助教授。ケルン大学を経て、1999年一橋大学大学院法学研究科教授。2011年法科大学院長。この間、法科大学院協会理事、法務省司法試験考査委員（刑法）、同（刑法・採点担当）、防衛省防衛人事審議会委員等も務めた。2019年3月一橋大学を退職。同年4月専修大学大学院法務研究科教授。2022年4月一橋大学名誉教授。

## 著書
- 『「行為支配論」と正犯理論 (一橋大学法学部研究叢書)』有斐閣、2000年
- 『日本法への招待』（松本恒雄,三枝令子,青木人志と共編）有斐閣、2006年
- 『刑法基本講義 総論・各論』（佐久間修,上嶌一高と共著）有斐閣、2009年
- 『ブリッジブック刑法の考え方 (ブリッジブックシリーズ)』（共著）信山社出版、2009年
- 『刑法総論 (法学叢書)』新世社、2015年
- 『刑法各論 (法学叢書)』新世社、2017年